# Dominique Sorrente
Pour les articles homonymes, voir Sorrente (homonymie).
Dominique Sorrente, né Dominique Le Roux le 8 octobre 1953 à Nevers, est un écrivain, poète et auteur-compositeur-interprète français.
Également professeur en culture et sciences humaines, notamment à Euromed – désormais Kedge Business School, Sorrente prolonge son activité poétique à travers des ateliers d'écriture, des conférences et des lectures-spectacles.

## Biographie

### Jeunesse et formation
Dominique Sorrente passe son enfance en Provence, avec des séjours réguliers dans les forêts du Morvan et sur la côte vendéenne, notamment à l'abbaye de Saint-Michel-en-l'Herm. Il effectue sa scolarité à l'école de Provence à Marseille. À 17 ans, il rencontre Christian Gabriel/le Guez Ricord qu'il considère comme son « frère aîné en poésie » et qui influence durablement son écriture.

### Carrière littéraire
En 1975, Sorrente fonde la revue Avalanche à laquelle participent Michel Orcel et d'autres collaborateurs (Michel Nodé-Langlois, François d'Alançon...). Ses premiers poèmes sont publiés dans la revue Sud, fondée par Jean Malrieu. C'est après une visite à Sorrente, dans la baie de Naples en Campanie, qu'il choisit la ville comme son nom de plume. Il contribue à la revue Sud de 1986 à 1997.
En 1982, les éditions Cheyne publient son manuscrit La lampe allumée sur Patmos, marquant le début d'une collaboration de vingt ans avec cet éditeur.
Depuis 2005, pendant 20 ans, Sorrente participe au comité de rédaction de la Revue des Archers, créée par Henri-Frédéric Blanc, à l'initiative de Richard Martin, directeur du Théâtre Toursky.

### Activités musicales
Au milieu des années 2010, Dominique Sorrente élargit son champ d'expression artistique en devenant auteur-compositeur-interprète. À partir de 2013, il propose deux spectacles-lectures notamment avec la poétesse et slameuse Marie Ginet. En 2015, il fonde le trio « les Ivres vivants » avec le poète et comédien Lionel Mazari et la chanteuse Audrey Gambassi. À partir de 2023, le trio est composé de Dominique Sorrente, Audrey Gambassi et d'Éric Papacaloduca. Le répertoire des Ivres vivants est composé de chansons-poèmes pour adultes et pour la jeunesse.
Sorrente se produit également en solo ou dans d'autres configurations musicales. Il a notamment enregistré l'album Les jours mimosas en 2018. Sorrente participe régulièrement à des festivals de poésie et de chanson, où il propose des lectures musicales de ses œuvres. En 2025, il anime des sessions d'écoute à l'occasion de la sortie de son nouvel album-livret, Ivres Vivants.

### Le Scriptorium
En 1999, Sorrente fonde le groupe du Scriptorium au vallon des Auffes à Marseille. Conçu comme un "sémaphore de poésie", ce groupe, qui se réunit aujourd'hui sur la colline du bois sacré, au pied de Notre-Dame de la Garde, se veut un laboratoire d'initiatives poétiques. Il organise des "Intervalles", événements éphémères réunissant poètes, artistes et lecteurs, sous diverses formes. Un livre collectif, Portrait de groupe en poésie, relate cette aventure des « poètes de la coïncidence ».

### Vie privée
Dominique Sorrente a partagé durant trente ans la vie de Patricia Le Roux, pédiatre et auteure de plusieurs livres sur l'homéopathie, décédée dans un accident sur la voie publique à Paris en octobre 2011. Ils ont eu quatre enfants ensemble.

## Œuvre
L'écriture de Dominique Sorrente se caractérise par un mélange de poésie, de micro-fiction et de chanson. Elle est empreinte d'une inspiration troubadour et lyrique tout en manifestant une part d'humour et d'inventivité dans le langage. Sa polyvalence en matière de style, ses questionnements métaphysiques et son usage d'images oniriques et naturelles lui valent une comparaison avec O. V. de L. Milosz de la part de Jean-Luc Maxence. Il se définit comme un « passeur de poésie », et décrit son écriture comme un journal de bord. Ses textes ont été traduits en plusieurs langues, dont le mandarin, l'anglais, l'italien, l'allemand, le roumain et le grec.